# AltaVista

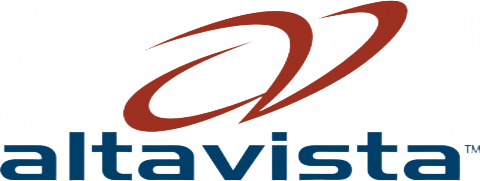
AltaVistaのロゴ

AltaVista（アルタビスタ）は、アメリカの検索エンジン会社。また、同社が経営していた検索エンジンの名称。AltaVista という言葉は「高いところから見る」という意味。
ディジタル・イクイップメント・コーポレーション (DEC) の研究所に所属していたLouis Monier、Mike Burrows、Joella Paquette、ポール・フラハーティらが1995年に開発し、同年12月に公開された。Google の普及とともに勢力は衰えたが、1990年代後半には本格的な全文検索サービスとして英語圏でよく利用されていた検索エンジンである。
DEC の当初の目的は Alpha サーバの性能を示すことで、このため初期の URL は DEC ドメイン内の http://www.altavista.digital.com だった。研究所はインターネット上のあらゆるページの単語をインデックス化して保存する方法を考え出し、高速な全文検索システムを完成させた。日本語や中国語といった非アルファベット文字使用言語への対応も早く、無料インターネット機械翻訳サービスの Babel Fish (AltaVista Translation) も提供していた。
1998年のコンパックの DEC 買収に伴いコンパックの一事業となったが、1999年にスピンオフし非公開企業となり、同年6月にはCMGIに買収された。さらに2003年2月にオーバーチュアに買収され、2004年3月にはオーバーチュアが Yahoo! に買収され社名が "Yahoo! Search Marketing" となり、Yahoo! 傘下に入った AltaVista は Yahoo! の検索データベースを使用し始めた。2008年5月21日から、それまでは AltaVista にて提供されていた翻訳サービス Babel Fish が Yahoo! 上にて提供されている。
Yahoo! の事業再編により、AltaVista は AlltheWeb（2011年4月閉鎖）と共に閉鎖・縮小の方向となっており、2013年7月8日をもってサービスを終了することとなった。末期はドメインおよびトップページは維持されていたものの、検索サービスは全て Yahoo! Search にリダイレクトされていた。